# 名曲ベストヒット歌謡
名曲ベストヒット歌謡（めいきょくベストヒットかよう）とは、テレビ東京系列で2001年から年2回放送されている音楽番組である。主に番組改編期に放送される。

## 内容
毎回、昭和30年代・1960年代・昭和40年代といったように、ある年代の10年間のヒット曲の5位から1位までをランキング形式で紹介していく。また、ランキングに入る前に、その年に流行した物などを紹介。基本的には、ランクインした曲の歌手にスタジオで曲を披露してもらい、司会の2人とゲストの芸能人とのトークで進行する。スタジオに来ていない歌手の曲や、既に亡くなった歌手の曲は、テレビ東京が過去に放送した歌番組のVTRや、スポニチクリエイツの映像で紹介する。ランキングは、演歌&歌謡曲と、フォーク&ロックに分かれる。

## 放送日時
※時刻はすべてJSTで記載。2004年9月以前は調査中。
| 放送日             | 時間          | 視聴率 |
| ------------------ | ------------- | ------ |
| 2001年1月8日(月)   | 19:00 - 21:00 |        |
| 2001年10月1日(月)  | 19:00 - 21:00 |        |
| 2002年4月1日(月)   | 19:00 - 21:00 |        |
| 2002年9月30日(月)  | 19:00 - 21:00 |        |
| 2003年3月31日(月)  | 19:00 - 21:00 |        |
| 2003年9月29日(月)  | 19:00 - 21:00 |        |
| 2004年9月27日(月)  | 19:00 - 21:54 | 13.7%  |
| 2005年3月28日(月)  | 19:00 - 21:48 | 11.0%  |
| 2005年10月3日(月)  | 不明          | 10.3%  |
| 2006年4月3日(月)   | 19:00 - 21:54 | 11.7%  |
| 2006年9月25日(月)  | 19:00 - 21:48 |        |
| 2007年3月26日(月)  | 19:00 - 21:48 | 7.7%   |
| 2007年9月17日(月)  | 19:00 - 21:48 | 10.6%  |
| 2008年3月24日(月)  | 19:00 - 21:48 | 9.3%   |
| 2008年10月6日(月)  | 19:00 - 21:48 | 9.2%   |
| 2009年4月9日(木)   | 19:57 - 22:48 | 13.8%  |
| 2009年10月1日(木)  | 19:57 - 22:48 | 10.7%  |
| 2010年3月31日(水)  | 20:00 - 22:54 | 8.9%   |
| 2010年10月7日(木)  | 19:58 - 22:48 | 9.3%   |
| 2011年3月31日(木)  | 19:58 - 22:48 | 8.8%   |
| 2011年10月3日(月)  | 20:00 - 22:48 | 7.6%   |
| 2012年3月29日(木)  | 19:58 - 22:48 | 11.1%  |
| 2012年10月4日(木)  | 19:58 - 22:48 | 12.2%  |
| 2012年12月27日(木) | 19:00 - 21:48 | 12.1%  |
| 2013年2月27日(水)  | 不明          |        |
| 2013年3月28日(木)  | 19:58 - 22:48 | 10.9%  |
| 2013年7月4日(木)   | 19:58 - 22:18 | 9.2%   |
| 2013年9月26日(木)  | 19:58 - 22:18 | 11.4%  |
| 2013年12月26日(木) | 18:30 - 21:48 | 9.3%   |
| 2014年3月31日(月)  | 18:30 - 21:30 |        |
| 2014年10月2日(木)  | 19:58 - 21:54 |        |

## 司会
- 竹下景子、モト冬樹

## ナレーション
- あおい洋一郎、平野文
- ささきいさお（〜2007年3月まで）

## スタッフ

### 2013年9月26日放送分
- 構成：水野重幸、ほし友美 ※隔回ごとに担当
- TD：菊地裕介
- CAM：野瀬一成（テレビ東京）
- VE：辻源之
- LD：塚生崇
- MIX：五十嵐公彦（テレビ東京）
- 美術：小越敏彦
- デザイン：小野清菜
- 美術進行：仙田拓也
- 大道具：長島直
- メイク：山田かつら
- 電飾：及川博安
- フラワー装飾：松井達彦
- 技術協力：テクノマックス、テレビ東京アート、TAMCO、インテック、STUDIO 38
- 編集：星田孝
- MA：杉山正
- 音効：本間孝男（SPOT）
- リサーチ：フルタイム
- 番宣：横川秀樹（テレビ東京）
- デスク：遠藤充子（テレビ東京）
- ディレクター：峯岸葉子（上JOE）
- AD：高城元（上JOE）
- 演出：高木直人（上JOE）[注 1]
- プロデューサー：宮川幸二（テレビ東京）、服部裕子（上JOE）、櫻田宣弘（エムファーム）
- チーフプロデューサー：関光晴（テレビ東京）
- 制作協力：上JOE、エムファーム
- 製作著作：テレビ東京

### 過去
- 構成：前田昌平、石塚千明、清水東　 ※隔回ごとに担当
- TD：田中圭介・近藤剛史・野瀬一成（テレビ東京）
- CAM：菊池裕介、吉田健吾（テレビ東京）
- VE：水野暁夫・三浦宏一・北村宏一・小峰信彦（テレビ東京）
- MIX：臼本泰一（テレビ東京）、田中英治、久保田優
- PA：TAMCO
- 美術デザイン：宇野純一、三重野基
- 大道具：高橋幸男
- 小道具：山下正美、テレフィット、植田幸奈
- メイク：山田かつら
- アクリル：八島貴広
- 電飾：長谷川龍彦、高橋修、及川博安
- 布装飾：八代利江子
- 技術協力：サウンドユニバース、東通、千代田ビデオ、サンフォニックス、SPOT
- 編集：福島兼広、萩原誠、中村武
- MA：市川徹、田中陽介
- 音効：藁谷良雄（SPOT）
- リサーチ：ミステイク、山本千栄子、メディアシード
- TK：佐藤千秋、島田真見
- AD：村松佑亮（上JOE）、滝沢一裕、服部倫子
- ロケディレクター：縱山悠保（過去はAD）
- ディレクター：佐々木明生、高木啓江、峯岸葉子（上JOE）
- 演出補佐：松本匡貴（エムファーム）、松島哲也
- 演出：内田保憲、笠原明彦
- プロデューサー：櫻田宣弘、早川隆
- チーフプロデューサー：大原潤三（テレビ東京・2013年3月28日放送分まで）→不在